# 옥봉초등학교
옥봉초등학교는 대한민국 전북특별자치도 군산시 옥서면 옥봉리에 있는 공립 초등학교이다.

## 학교 연혁
- 1939년 6월 1일 옥봉국민학교(6년제) 개교설립인가 5월 22일(1학급 편성, 남 70, 여 10, 계 80명)
- 1962년 6월 5일 선연분교장 개교
- 1971년 3월 1일 선연분교장 선연국민학교로 승격 개교
- 1982년 3월 1일 병설유치원 개원(1학급)
- 1996년 3월 1일 옥봉초등학교로 개칭
- 2012년 3월 1일 선연초등학교 통폐합

## 참고 자료
- 옥봉초등학교 - 한국교육학술정보원 학교알리미